# 草の乱
『草の乱』（くさのらん）は2004年公開の日本映画。秩父事件120周年記念作品。

## 概要
1884年（明治17年）10月31日から11月9日まで、埼玉県秩父地方を中心に起こった困窮養蚕農民の武装蜂起事件「秩父事件」をテーマに製作された唯一の劇映画（2016年現在）。
総製作費4億5000万円は主に一般市民からの出資によって賄われ、登場するエキストラの数はのべ8000人。しかもすべてがボランティアという規模での撮影となった。同じ手法で製作された神山監督の『郡上一揆』を上回り、自主製作・自主上映の作品としては最大規模と言われている。
日活よりDVDが発売されている。

## 製作の経緯

### 企画
秩父事件を題材にした映画の製作については、黒木和雄や山本薩夫といった巨匠たちをはじめとして多くの映画人によってこれまで何度も企画されてきたものの、そのたびに資金面・設備面など「あまりにもスケールが大きすぎる」という理由で挫折してきた。
神山征二郎は監督デビューして間もない頃、雑誌に連載された井出孫六の『秩父困民党群像』を読んで感動したことがきっかけとなり、いつの日か自らの手で映画化したいという夢を持ち続けてきたという。神山が岐阜県を舞台に一般市民からの出資によって完成させた映画『郡上一揆』（2000年）を鑑賞した埼玉県の有志が、「郡上一揆が撮れるなら埼玉の秩父事件も撮れるはずだ」と神山にはたらきかけた。神山自身も秩父事件の映画化は若い頃からの夢でもあり、双方の思惑が合致する形で映画化に向けて動き出すこととなったという。
製作費にあてられる4億5000万円は、1口100万円で一般から募集したほか、各方面からのカンパ金などによって賄われた。

### 撮影
2003年10月1日から12月16日まで2ヶ月半の期間を要したロケは、一部シーンを除きほとんどが秩父郡内で撮影されている。多くのキャストやスタッフが吉田町上吉田（現・秩父市上吉田）にある施設「吉田元気村」に合宿しながら撮影にあたり、室内シーンについても都内の撮影所や専用スタジオではなく、吉田元気村施設内にある無床体育館にセットを組んで撮影された。またスタッフルームもクランクアップまでこの施設内に置かれた。
主人公・井上伝蔵の家「丸井商店」については、実際の建物が残っていた当時住み込んでいた使用人の記憶や現存する写真を頼りに、間取りや大きさを忠実に再現して復元された。この建物は、ロケ終了後「秩父事件資料館・井上伝蔵邸」として一般公開されている（秩父市吉田久長、道の駅龍勢会館脇）。また、吉田川河川敷に専用のオープンセットが建設され、大宮郷（現・秩父市中心部）や小鹿野町、下吉田村、北海道野付牛村（現・北見市。伝蔵終焉の地）などの町並みのシーンに使用された。映画撮影後は解体され、そのうち数棟が道の駅龍勢会館脇に移築・展示された。
秩父神社、音楽寺、金比羅神社など、実際の事件当時その舞台となった同じ場所で撮影している。また、映画のクライマックスとなる1884年11月1日の椋神社武装蜂起のシーンについては、史実に則り、実際に11月1日の夜に下吉田の椋神社境内にて撮影された。

## キャスト
- 井上伝蔵（困民軍会計長）／伊藤房次郎（変名）：緒形直人
- 田代栄助（困民軍総理）：林隆三
- 加藤織平（困民軍副総理）：杉本哲太
- 菊池貫平（困民軍参謀長）：岡野進一郎
- 新井周三郎（甲大隊長）：比留間由哲
- 飯塚森蔵（乙大隊長）：北村有起哉
- 落合寅市（乙副隊長）：安藤一夫
- 大野苗吉（甲副隊長）：藤田哲也
- 宮川津盛（会計副長）：河原崎建三
- 坂本宗作（伝令使）：神山兼三
- 高岸善吉（上吉田村小隊長）：田中実
- 石田造酒八（風布村小隊長）：池上リョヲマ
- 犬木寿作（飯田村小隊長）：永野典勝
- 井出為吉（軍用金集方）：猪野学
- 井上善作（兵糧方）：並樹史朗
- 新井繁太郎（兵糧方）：丹治大吾
- 小柏常次郎（小荷駄方）：石田信之
- 柴岡熊吉（会計兼大宮郷小隊長）：渡辺哲
- 萩原勘次郎（三沢村小隊長）：北斗潤
- 村竹茂市（阿熊・上日野沢村小隊長）：齋藤康弘
- 新井悌次郎（鉄砲隊長）：内田紳一郎
- 門平惣平（伝令使）：大塚和彦
- 堀口幸助（伝令使）：田中優樹
- 嶋田清三郎（伝令使）：八下田知生
- 新井善作：前田淳
- 柳原正男：崔哲浩
- 大野国蔵：谷口公一
- 大野福次郎（風布村自由党員）：四方堂亘
- 柏木太郎吉（神奈川士族）：藤巻裕巳
- 村上泰治（自由党壮士）：永岡佑
- 氏家直国（自由党壮士）：佐藤一晃
- 宮部襄（高崎有信社）：菊池隆則
- 井上莱作（伝蔵の弟）：尾崎右宗
- 井上豊作（伝蔵の義兄）：堀内正美
- 伊藤博文：山本圭
- 山縣有朋：原田大二郎
- 大井憲太郎：益岡徹
- 片岡健吉：筒井巧
- 清浦奎吾：田中隆三
- 板垣退助：葛西和雄
- 江夏喜蔵（埼玉県警部長）：綿引勝彦
- 鎌田冲太（埼玉県警部）：尾美としのり
- 斉藤警部：渡辺寛二
- 太田警部補：若林久弥
- 野村警部補：嶋田豪
- 雨宮警部補：前田倫良
- 青木巡査：榎本貴
- 井上こま（伝蔵の秩父時代の妻）：藤谷美紀
- 井上せき：斉藤とも子
- 高浜ミキ（伝蔵の北海道時代の妻）：田中好子
- 高浜セツ（伝蔵の北海道時代の娘）：須藤温子
- 高浜フミ：櫻井ゆか
- 高浜ユキ：石田愛
- 高浜洋：内浦純一
- 高浜郁男：加藤寛之
- 田代クニ（田代栄助の妻）：佐々木愛
- 加藤タツ（加藤織平の妻）：歌川椎子
- 高岸マキ（高岸善吉の妻）：辻しのぶ
- 落合ウラ（落合寅市の妻）：水野千夏
- 坂本ミカ（坂本宗作の妻）：水上琴野
- 津盛の妻：市川夏江
- しげ：大野夏澄
- ワカ：堀口早紀
- 女衆：島野仲代
- 女衆：深町麻子
- 赤柴の平吉：高橋元太郎
- 野付牛の写真屋：徳井優
- 斉藤新左衛門：江角英明
- 黒川文次郎（高利貸）：福田勝洋
- 山左主人（高利貸）：樋浦勉
- 永保社社長（高利貸）：平林尚三
- 巡査：武智大輔
- 郡役所書記：佐藤学
- 若い吏員：佐藤亜池香
- 商家の番頭：井上博一
- 治作：中庭優介
- 下吉田村戸長：小山内一雄

ほか、深谷一会會、東京地下鉄劇場、伊藤演劇研究所、久世七曜会、
ボランティアエキストラ 8000名

## スタッフ
- 製作総指揮：砂村惇
- 製作：映画「草の乱」製作委員会
- 製作：木原正敏　川嶋博　舟橋一良
- プロデューサー：永井正夫
- 監督：神山征二郎
- 脚本：加藤伸代
- 音楽：Deep Forest
- 撮影：伊藤嘉宏
- 録音：武進
- 照明：小林芳雄
- 美術：春木章
- 音楽プロデューサー：石川光
- 助監督：南柱根
- 編集：西東清明
- 制作：森賢正
- スチール：山川雅生
- 殺陣：久世浩
- 題字：松田海軒
- 製作現地統括：埼玉映画文化協会
- 制作プロダクション：神山プロダクション

上映時間：118分

## 公開
2004年9月4日に東京有楽町スバル座で先行上映という形で封切られ、4週間にわたって上映された。公開初日は4回すべての上映で満員札止め、建物を飛び出してJR有楽町駅近くまで観客の列がのびた。さらにその期間中は常に満席状態となり、同館の動員観客数の最高記録をうちたてた。
全国での単館上映やホール上映が一巡したのちは、各地で有志による自主上映会が繰り返されている。とりわけ映画の舞台となった秩父市吉田地区では、「吉田で「草の乱」をみる会」が発足し、武装蜂起の日である11月1日近辺に毎年1回上映活動を現在も継続させている。

## その他
本作の撮影に参加したエキストラの中から、ロケ終了後に10数人の有志が集まって、秩父事件についての学習や草の根による本作の上映PRを目的とした『映画「草の乱」エキストラ友の会』を結成。武装農民に扮しての街頭PR活動や、寸劇を交えた秩父事件公演など、ユニークなボランティア活動がマスコミにも取り上げられ話題となった（2006年3月に活動終了）。